# Willys Ruh
Willys Ruh ist eine unbewirtschaftete Trekkinghütte, etwa drei Kilometer östlich von Rosenthal in der Sächsischen Schweiz. Benannt ist sie nach Willy Müller, der Förster in diesem Forstrevier in den 1960er-Jahren war. Sie liegt am Forststeig Elbsandstein, für dessen Wanderer sie zur Übernachtung zur Verfügung steht.